# Bibliotheca arabico-hispana
Die Bibliotheca arabico-hispana ist eine Buchreihe, die von dem spanischen Historiker und Arabisten Francisco Codera Zaidín herausgegeben wurde. Insgesamt erschienen zehn Bände. Sie erschien von 1882 bis 1895 in Madrid, zunächst bei Josephum de Rojas.
In der Reihe erschienen unter anderem die bekanntesten Gelehrtenbiographien des islamischen Spaniens, das Werk Andalusische Gelehrten-Biographien (Historia de los sabios de al-Ándalus) des Historikers Ibn al-Faraḍī (962–1013), das später von Ibn Baschkuwāl fortgesetzt wurde. 
Die Bibliotheca arabico-hispana ist nicht zu verwechseln mit dem ebenfalls in Madrid (Monasterio de San Lorenzo de El Escorial) erschienenen älterem Werk namens Biblioteca arabico-hispana escurialensis.

## Übersicht
1/2
Ibn Baskuwal, Jalaf b. `Abd al-Malik
Aben-Pascualis Assila : dictionarum biographicum / ad fidem codicis escurialensis arabice nunc primum edidit et indicibus lompletissimis instruxit Franciscus Codera.-- Matriti : Josephum de Rojas, 1882–1883.
3
Dabbi, Ahmad b. Yahyà al-
Desiderium quaerentis historiam virorum populi Andalusiae : (dictionarium biographicum) / ab Adh-Dhabbí scriptum ; ad fidem codicis escurialensis arabice nunc primum ediderunt, indicibus additis Franciscus Codera et Julianus Ribera.-- Matriti : Josephum de Rojas, 1885.
4
Ibn al-Abbar, Muhammad b. `Abd Allah
Almôcham de discipulis Abu Ali Assadafi : (dictionarium ordine alphabetico) / ab Aben al-Abbar scriptum ; ad fidem codicis escurialensis arabice nunc primum edidit, indicibus additis, Franciscus Codera et Zaydin.-- Matriti : Josephum de Rojas, 1885–1886.
5/6
Ibn al-Abbar, Muhammad b. `Abd Allah
Complementum libri assilah : (dictionarium biographicum) / ab Aben al-Abbar scriptum ; partem, quae superest, ad fidem codicis escurialensis arabice nunc primum edidit, indicibus additis, Franciscus Codera et Zaydin.-- Matriti : Michaelem Romero, 1886–1889.
7/8
Ibn al-Faradi, `Abd Allah b. Muhammad
Kitab Ta'rij `ulama' al-Andalus = Historia virorum doctorum Andalusiae : dictionarium biographicum / ab Aben Alfaradhi scripta... edidit Franciscus Codera.-- Madrid : Typographia La guirnalda, 1891–1892. 4 v.
9/10
Ibn Jayr, Muhammad
Index librorum de diversis scientiarum ordinibus quos a magistris didicit Abu Bequer ben Khair / ad fidem codicis escurialensis arabice...indicubus additis Franciscus Codera et J. Ribera Tarragó.-- Caesaraugustae : Fratrum Comas, 1894–1895. 2 v.